# Некропола „Бељњача”
Некропола „Бељњача” је археолошко налазиште које се налази у Шиду, у улици Мичуринова број 29.
Пре Другог светског рата, овај терен је коришћен као позајмиште за циглану, када су, на узвишењу 2,5-3m у односу на околни терен, пронађена два саркофага и други археолошки материјал. Археолошка истраживања вршена су 1998. године. Повод за ископавања је био случајни налаз богато декорисаног саркофага димензија 2,17 x 1,39 x 0,87m који је пронађен у крипти богато украшене фрескама и мозаицима. Саркофаг је изграђен од белог мермера, који потиче са аустријских Алпи. На основу богатих рељефних декорација (која се налазе на три стране саркофага) претпоставља се да је припадао неком из вишег сталежа. Саркофаг се данас налази у дворишту галерији слика „Сава Шумановић” у Шиду.
Археолошким ископавањима констатовано је да се у ширем окружењу налази некропола са сакралним објектима из римског периода (3—4. век). На некрополи је констатована појава сахрањивања из периода позног халштата (сремска група западнобалканског културног комплекса).
Одлуком Владе Србије број 633-15041/2002 од 31. октобра 2002. године („Службени гласник РС” број 73 од 05. новембра 2002. године) некропола Бељњача у Шиду утврђена је за археолошко налазиште.